# كذبة أبريل (مسلسل)
كذبة أبريل مسلسل تلفزيوني كويتي عرض في شهر رمضان 2023، وهو من إخراج حسين الحليبي وتأليف ، عبد الرحمن أشكناني وبطولة زهرة عرفات، جاسم النبهان، عبد الله بهمن، ليلى عبد الله، سعود بوشهري، مي البلوشي

## ملخص القصة
تدور القصة حول أسرة تاجر معروف على مستوى المجتمع، عاش هو وزوجته (بيبي) حياة جعلت منهما محط أنظار البعيد قبل القريب.
حيث ظنت بيبي أنها ممسكة بزمام أمور أسرتها في غياب زوجها المستمر عن المنزل بسبب سفره الدائم. فتتفاجئ بعد فوات الأوان إنها كانت تعيش وسط دوامة من الأكاذيب التي عصفت بحياتها، لتقلبها رأسا على عقب بعد موت الزوج المفاجئ بحادث.

## طاقم العمل

### الممثلون
- زهرة عرفات بدور ««بيبي»»
- جاسم النبهان بدور ««سامي»»
- عبد الله بهمن بدور ««ماجد»»
- ليلى عبد الله بدور ««رزان»»
- سعود بوشهري بدور ««أسامة»
- مي البلوشي بدور ««منال»»
- شهد سلمان بدور ««عواطف»»
- شوق الهادي بدور ««جنان»»
- شهد عبد الله بدور ««أفنان»»
- عبدالله المسلم بدور «مشاري»
- منى حسين بدور ««نجلاء»»